# Gobierno Ciolacu II
El gobierno de Marcel Ciolacu ejerció el poder ejecutivo de Rumania, a partir del 23 de diciembre de 2024 hasta la dimisión del primer ministro el 5 de mayo de 2025 luego de los malos resultados de su formación en las elecciones presidenciales del mismo año. Encabezado por el político Marcel Ciolacu, el gobierno estuvo integrado por los partidos políticos Partido Socialdemócrata (PSD), Partido Nacional Liberal (PNL) y Unión Democrática de Húngaros en Rumania (UDMR).

## Mandato
Este gobierno estuvo dirigido por el primer ministro socialdemócrata Marcel Ciolacu. Estuvo formado y apoyado por una gran coalición entre el Partido Socialdemócrata (PSD), el Partido Nacional Liberal (PNL) y Unión Democrática de Húngaros en Rumania (UDMR). Juntos tenían 157 diputados de 331 de los escaños en la Cámara de Diputados, y 68 senadores de 134 de los escaños en el Senado.
Por lo tanto, sucedió al primer Gobierno Ciolacu, formado por el PSD y el PNL y fue sucedido de manera interina por el Gobierno Predoiu.

## Gabinete Ministerial
Partido Socialdemócrata
     Partido Nacional Liberal
     Independientes nominados por el Partido Nacional Liberal
     Unión Democrática de Húngaros en Rumania

### Primer Ministro del Gobierno de Rumanía
| Fotografía | Primer Ministro | Período                                     | Período           | Partido | Partido |
| Fotografía | Primer Ministro | Inicio                                      | Fin               | Partido | Partido |
| ---------- | --------------- | ------------------------------------------- | ----------------- | ------- | ------- |
|            | Marcel Ciolacu  | 15 de junio de 2023 (del anterior Gobierno) | 5 de mayo de 2025 |         |         |

### Vice primeros ministros del Gobierno de Rumanía
| Fotografía | Vice primer ministro | Período                                     | Período           | Partido | Partido |
| Fotografía | Vice primer ministro | Inicio                                      | Fin               | Partido | Partido |
| ---------- | -------------------- | ------------------------------------------- | ----------------- | ------- | ------- |
|            | Marian Neacșu        | 15 de junio de 2023 (del anterior Gobierno) | 5 de mayo de 2025 |         |         |
|            | Cătălin Predoiu      | 15 de junio de 2023 (del anterior Gobierno) | 5 de mayo de 2025 |         |         |
|            | Barna Tánczos        | 23 de diciembre de 2024                     | 5 de mayo de 2025 |         |         |

### Ministerios
| Ministerio                                         | Fotografía | Titular                | Período                                         | Período           | Partido | Partido |
| Ministerio                                         | Fotografía | Titular                | Inicio                                          | Fin               | Partido | Partido |
| -------------------------------------------------- | ---------- | ---------------------- | ----------------------------------------------- | ----------------- | ------- | ------- |
| Agricultura y Desarrollo Rural                     |            | Florin Barbu           | 15 de junio de 2023 (Del Anterior Gobierno)     | 5 de mayo de 2025 |         |         |
| Asuntos Exteriores                                 |            | Emil Hurezeanu         | 23 de diciembre de 2024                         | 5 de mayo de 2025 |         |         |
| Cultura                                            |            | Natalia-Elena Intotero | 23 de diciembre de 2024                         | 5 de mayo de 2025 |         |         |
| Defensa Nacional                                   |            | Angel Tîlvăr           | 31 de octubre de 2022 (del anterior Gobierno)   | 5 de mayo de 2025 |         |         |
| Desarrollo, Obras Públicas y Administración        |            | Attila Cseke           | 23 de diciembre de 2024                         | 5 de mayo de 2025 |         |         |
| Economía, Digitalización, Emprendimiento y Turismo |            | Ivan Bogdan-Gruia      | 23 de diciembre de 2024                         | 5 de mayo de 2025 |         |         |
| Educación e Investigación                          |            | Daniel David           | 23 de diciembre de 2024                         | 5 de mayo de 2025 |         |         |
| Energía                                            |            | Sebastian Burduja      | 15 de junio de 2023 (del anterior Gobierno)     | 5 de mayo de 2025 |         |         |
| Finanzas                                           |            | Barna Tánczos          | 23 de diciembre de 2024                         | 5 de mayo de 2025 |         |         |
| Interior                                           |            | Cătălin Predoiu        | 15 de junio de 2023 (del anterior Gobierno)     | 5 de mayo de 2025 |         |         |
| Inversiones y Proyectos Europeos                   |            | Marcel Boloș           | 23 de diciembre de 2024                         | 5 de mayo de 2025 |         |         |
| Justicia                                           |            | Radu Marinescu         | 23 de diciembre de 2024                         | 5 de mayo de 2025 |         |         |
| Medio Ambiente, Agua y Bosques                     |            | Mircea Fechet          | 15 de junio de 2023 (del anterior Gobierno)     | 5 de mayo de 2025 |         |         |
| Salud                                              |            | Alexandru Rafila       | 25 de noviembre de 2021 (del anterior Gobierno) | 5 de mayo de 2025 |         |         |
| Trabajo, Familia, Juventud y Solidaridad Social    |            | Simona Bucura-Oprescu  | 19 de julio de 2023 (del anterior Gobierno)     | 5 de mayo de 2025 |         |         |
| Transporte e Infraestructura                       |            | Sorin Grindeanu        | 25 de noviembre de 2021 (del anterior Gobierno) | 5 de mayo de 2025 |         |         |